# Pucallpa cristata
Pucallpa cristata là một loài bọ cánh cứng trong họ Cerambycidae.